# Pao-yü (cràter)
Pao-yü és un cràter de l'asteroide del tipus Amor (433) Eros, situat amb el sistema de coordenades planetocèntriques a -73.2 ° de latitud nord i 105.6 ° de longitud est. Fa un diàmetre de 0.8 km. El nom va ser fet oficial per la UAI l'any 2003 i fa referència a Pao-yü, amant de Tai-yü de la novel·la xinesa El somni del pavelló vermell, de Cao Xueqin (la Xina, 1929).